# Colomby de Gex
Der Colomby de Gex ist mit 1688 m der vierthöchste Berggipfel des gesamten Juras (wenn der Grand Crêt als eigenständiger Gipfel gezählt wird). Er gehört zur Haute Chaîne, der östlichsten und höchsten Kette des französischen Juras, und liegt im Pays de Gex (Département Ain), rund 17 km nordwestlich der Stadt Genf oberhalb von Gex.

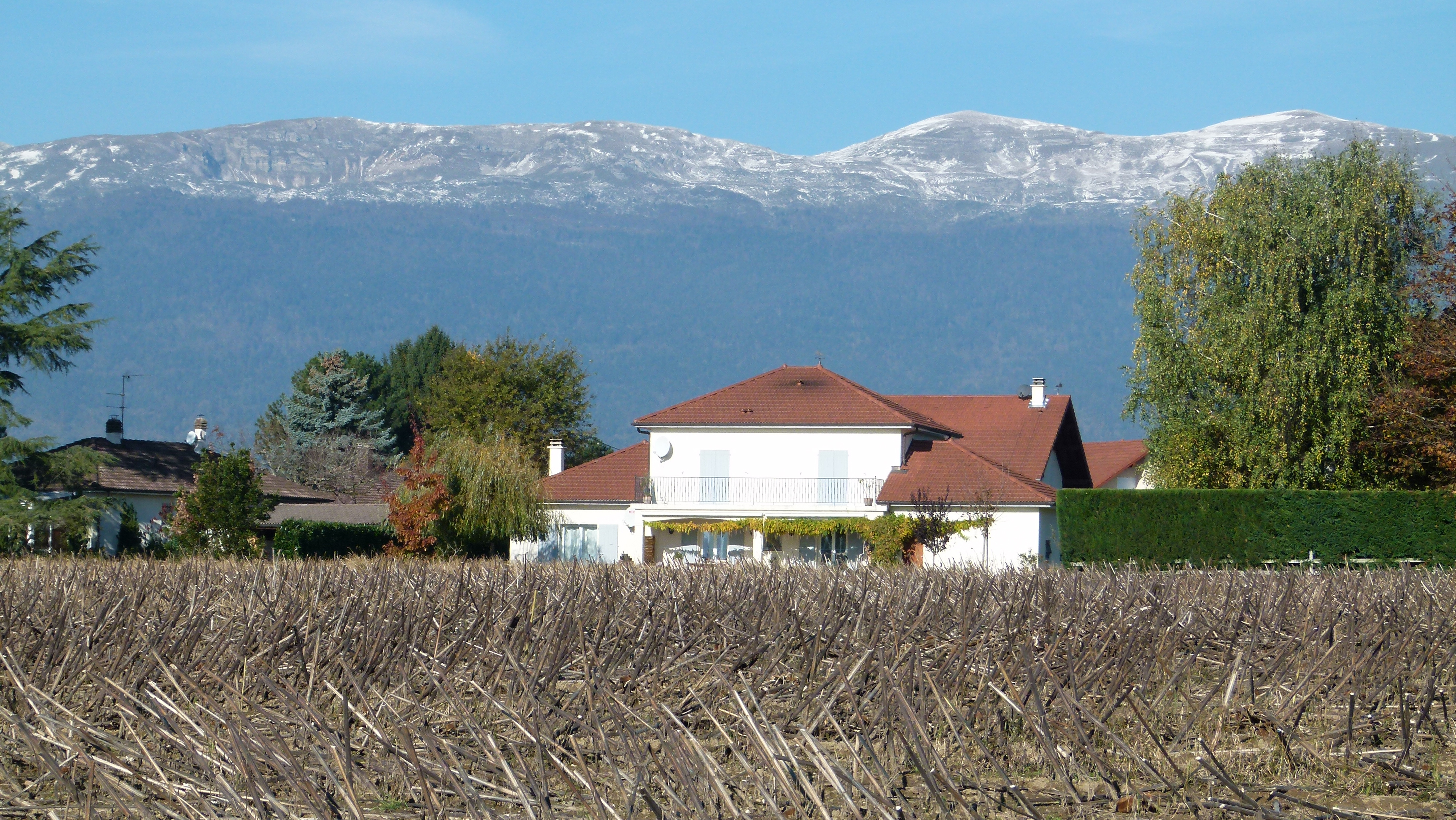
Der breite Kamm des Colomby de Gex. Links das Plateau um Pt. 1631, rechts die Gipfel Pt. 1680 und Pt. 1688

Als Gratabschnitt der Haute Chaîne wird der Colomby de Gex  im Osten durch die Ebene des Pays de Gex und im Westen durch das Tal der Valserine begrenzt. Wie die gesamte Haute Chaîne erhebt sich der Colomby de Gex ohne Vorbergzone direkt aus der Ebene des Pays de Gex und überragt das Becken von Genf um rund 1.200 Meter. Der breite Kamm reicht vom Pas de l'Échine im Nordosten bis zum Col de Crozet im Südwesten. Im Nordosten liegt der Hauptgipfel, südwestlich davon der Mittelgipfel (1680 m), getrennt durch einen Sattel (1627,5 m). Im Gegensatz zu diesen beiden symmetrischen Kegelgipfeln findet sich im Südwesten des Colomby de Gex ein hügeliges Plateau, das seine maximale Höhe im Pt. 1631 m erreicht und vom Mittelgipfel durch einen Sattel mit einer Höhe von ca. 1577 m abgetrennt ist. Nach Nordosten leitet der Jurakamm zum Mont Rond und schließlich zum Col de la Faucille über. Gegen Südwesten ist der Colomby de Gex durch den Sattel des Col de Crozet (1485 m) vom Grand Crêt und dem Crêt de la Neige getrennt.

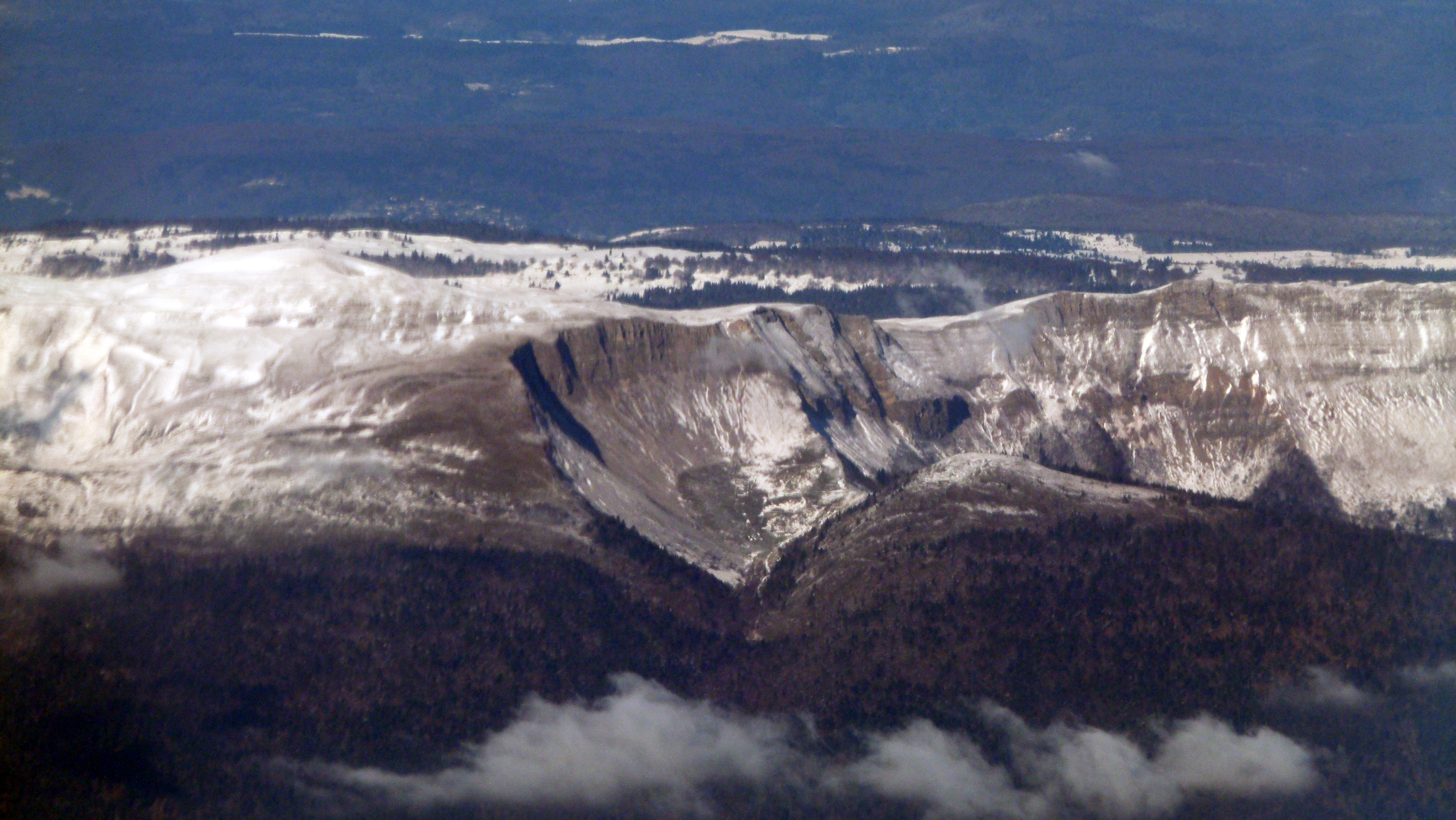
Der Colomby de Gex mit Ausräumungskessel

In strukturgeologischer Hinsicht bildet der Colomby de Gex eine Antiklinale des Faltenjuras, wobei die Gesteinsschichten zur Zeit der Jurafaltung im späten Miozän und Pliozän auf die weiter westlich liegenden Sedimente aufgeschoben wurden. Die Antiklinale ist an der Wurzel rund 6 km breit und ist gemäß der Streichrichtung der Juraketten in diesem Gebirgsabschnitt in Richtung Südsüdwest-Nordnordost orientiert. Nordöstlich des Hauptgipfels ist die Antiklinale aufgebrochen. Das Gesteinsmaterial wurde abgetragen und im Lauf der Zeit entstand ein tiefer Ausräumungskessel, der heute vom Torrent du Journans (im Einzugsgebiet des Allondon) entwässert wird. Das anstehende Gesteinsmaterial des Colomby de Gex stammt aus marinen Sedimenten der oberen Jurazeit (im Kammbereich kommen hauptsächlich die dolomitischen Kalke des Portlandien, die Kalkbänke des Kimmeridgien und des Sequanien vor) und der Kreidezeit (überwiegend am Hangfuß).
Aufgrund des Kalksteins konnten sich auf dem Kamm des Colomby de Gex verschiedene Karstphänomene ausbilden. Es gibt hier zahlreiche Dolinen und Karrenfelder; das Niederschlagswasser versickert im porösen Untergrund und tritt meist erst am Fuß der Jurakette in Karstquellen (beispielsweise in der Quelle des Allondon) wieder zutage. Deshalb zeigen die Hänge der Haute Chaîne nur sehr wenige oberirdische Fließgewässer. Von der eiszeitlichen Vergletscherung zeugen einige Karmulden am Osthang der Gipfelkette.
Der Gipfelbereich des Colomby de Gex ist grasbewachsen und zeigt eine subalpine Vegetation. Oberhalb von etwa 1.400 m herrschen Bergweiden vor, darunter schließt eine Nadelwaldzone an, die wiederum unterhalb etwa 900 m von Laubwald abgelöst wird. Der Colomby de Gex ist ein Aussichtsberg des Hochjuras; an klaren Tagen bietet sich ein eindrucksvoller Blick über das Becken von Genf und den Genfersee bis hin zu den Savoyer Alpen mit dem Mont Blanc. Der Colomby de Gex ist Teil des Parc Naturel Régional du Haut-Jura und des Naturreservats Haute Chaîne du Jura.